# Maybe You've Been Brainwashed Too
Maybe You've Been Brainwashed Too es el primer y único álbum de la banda estadounidense New Radicals editado por MCA en octubre de 1998.Para la grabación del álbum, Gregg Alexander reclutó a numerosos músicos de sesión y es el único miembro de la banda que toca en todas las canciones.
El disco alcanzó el puesto 41 en la lista Billboard 200 de Estados Unidos, y fue certificado disco de platino (1 millón de copias vendidas) el 14 de octubre de 1999 por la RIAA. En otros países el disco fue incluso más exitoso, alcanzando el puesto 10 en la lista UK Albums Chart de Reino Unido y fue certificado disco de oro (100,000 copias vendidas) por la BPI.
Del álbum se extrajeron dos sencillos: "You Get What You Give", lanzado como el primer sencillo del álbum en noviembre de 1998 y "Someday We'll Know", lanzado en mayo de 1999 poco después de que el grupo se disolviera.
La canción "Mother We Just Can't Get Enough" estaba planeado para ser el tercer sencillo del álbum, pero nunca fue lanzado comercialmente, debido a la disolución del grupo.

## Lista de canciones
Todas las canciones fueron escritas por Gregg Alexander, excepto donde se anota.
1. "Mother We Just Can't Get Enough" – 5:46
2. "You Get What You Give" (Gregg Alexander, Richard Knowels) – 5:02
3. "I Hope I Didn't Just Give Away The Ending" – 6:37
4. "I Don't Wanna Die Anymore" – 4:16
5. "Jehovah Made This Whole Joint For You" – 4:11
6. "Someday We'll Know" (Gregg Alexander, Danielle Brisebois, Debra Holland) – 3:39
7. "Maybe You've Been Brainwashed Too" – 5:21
8. "In Need Of A Miracle" – 3:43
9. "Gotta Stay High") – 3:06
10. "Technicolor Lover" – 3:42
11. "Flowers" – 3:52
12. "Crying Like A Church On Monday" – 5:02
13. "To Think I Thought" – 2:46 (Bonus Track Japón )

## Posicionamiento en listas
| Lista (1998–2000)                 | Máxima posición |
| --------------------------------- | --------------- |
| Alemania (Offizielle Top 100)     | 25              |
| Australia (ARIA)                  | 51              |
| Austria (Ö3 Austria)              | 13              |
| Canadá (RPM Top Albums)           | 17              |
| Escocia (Scottish Albums Chart)   | 9               |
| Estados Unidos (Billboard 200)    | 41              |
| Italia (Musica e dischi)          | 44              |
| Nueva Zelanda (Recorded Music NZ) | 34              |
| Países Bajos (Album Top 100)      | 53              |
| Reino Unido (UK Albums Chart)     | 10              |
| Suecia (Sverigetopplistan)        | 30              |
| Suiza (Schweizer Hitparade)       | 41              |

## Personal
| - Gregg Alexander: voz, guitarras acústicas y eléctricas; sintetizador (7), batería (10), bajo (10) - Rusty Anderson - guitarra (1, 2, 3, 4, 5, 6, 8, 9, 10, 11, 12) - Josh Freese - batería (1, 3) - John Pierce - bajo (1, 2, 6, 8, 9) - Greg Phillinganes - piano (1) - Danielle Brisebois – coros (1, 4, 5, 6, 9), piano (4) - Juliet Prater – percusión (2, 3) - Gary Fergusson - batería (2) - Rick Nowels (listado como Richard Knowels) - piano (2, 3) - Richie Podler – arreglos vocales adicionales (2, 3), percusión (4) | - Paul Bushnell - bajo (3, 4, 5) - Phil Parlapiano - órgano (4) - Stuart Johnson - batería (4, 5) - Paul Gordon - piano (5, 6, 9, 11, 12) - Tal Bergman - batería (6, 9) - Paolo Degregorio – sintetizador (7), guitarra (7), arreglo adicional (7) - Mitch Kaplan - piano (8) - Matt Laug - batería (8, 11, 12) - Alessandro Alessandroni – cuerdas (11) - Lance Morrison - bajo (11) - Amotz – arreglo de cuerdas (11) - Michael James - guitarra eléctrica (12), mezcla - Dan Rothchild - bajo (12) |